# Chōmin Nakae
Chōmin Nakae (中江 兆民, Nakae Chōmin), pseudonyme de Tokusuke Nakae (中江 篤介, Nakae Tokusuke) (1847 - 1901) est un penseur politique japonais et un journaliste actif sous l'Ère Meiji. Chômin est l'un des mots signifiant « le peuple ».

## Le « Rousseau de l'Orient »: introducteur de la philosophie et du républicanisme français
Fils d'un guerrier de basse classe, Chômin apprend très jeune le français entre 1860 et 1865. Il se distingue ainsi très tôt de la plupart des intellectuels de sa génération qui participent à la construction d'un État moderne en important les concepts anglo-saxons ou allemands. Chômin est l'un des premiers étudiants envoyés en France, dans le cadre de la mission Iwakura. Il séjourne à Paris et Lyon entre 1872 et 1874. Aux côtés de Saionji Kinmochi, il étudie auprès d'Émile Acollas, auprès de qui il se familiarise aux idées des républicains français ainsi que de Jean-Jacques Rousseau.   
Une fois de retour au Japon, il s'investit dans le journalisme et devient l'une des plumes du Parti de la liberté (Jiyûtô 自由党), l'un des principaux acteurs du Mouvement pour les libertés et les droits du peuple, qui réclame au gouvernement un parlement, une constitution et les libertés fondamentales. Chômin est alors l'un des intellectuels les plus influents, grâce à une œuvre immense de traduction qui le fait surnommer de son vivant le « Rousseau de l'Orient » (Tôyô no Rusô). Il fut en effet l'un des introducteurs de la philosophie au Japon ainsi que le principal introducteur de Rousseau et des républicains français, pères de la Troisième République et de la laïcité. Grâce à l'École des études françaises (Futsugakujuku 仏学塾), qu'il fonde, il traduit ou fait traduire  :   
- Jean-Jacques Rousseau, Du contrat social (Min.yaku yakkai 民約訳解, 1874, 1883). Traduit en japonais puis en chinois classique, la traduction sera lue par Kang Youwei et les réformateurs chinois de 1898.
- Jean-Jacques Rousseau, Discours sur les sciences et les arts (Hikaikaron 非開化論, 1883). Traduction en collaboration avec Doi Shintarō (土居信太郎), un de ses disciples[1].
- Eugène Véron, L'Esthétique (I shi bigaku 維氏美学, 1883).
- Étienne Vacherot, La Démocratie (Jichi seiron 自治政論, 1884).
- Émile Acollas, Philosophie des sciences politiques et commentaire de la déclaration de 1793 (Seiri shinron 政理新論, 1884).
- Alfred Fouillée, Histoire de la philosophie (Rigaku no enkakushi 理学沿革史),1886.
- Jules Barni, La Morale dans la Démocratie (Minshukoku no dôtoku 民主国之道徳, 1887).
- Charles Renouvier, Petit traité de morale à l'usage des écoles primaires laïques (Dôtokuron 道徳論, 1889).
- Arthur Schopenhauer, Fondement de la morale (Dôtoku daigenron 道徳大原論, 1894).

Chômin s'attacha également à faire connaître la philosophie et la Révolution française par ses propres œuvres, telles que Deux cents ans [d'histoire] de la France avant sa Révolution (Kakumei mae Furansu ni seiki kiji 革命前仏蘭西ニ世紀記事, 1886), La Quête philosophique (Rigaku kôgen 理学鉤玄, 1886). Son plus grand succès éditorial est un roman politique, Dialogues politiques entre trois ivrognes (Sansuijin keirin mondô 三酔人経綸問答, 1887). Cette œuvre a été particulièrement importante à l'époque car elle a posé le débat sur la pertinence du pacifisme et sur l'adoption de la démocratie par une nation non occidentale.  
Avant de mourir en 1901, Chômin publia un essai intitulé Un an et demi (Ichinen yûhan 一年有半). On y trouve la fameuse phrase : « Au Japon, il n'a jamais existé de philosophie, les Japonais sont un peuple sans philosophie ». Cet essai sera suivi de Un an et demi, suite (Zoku ichinen yûhan 続一年有半), le premier essai au Japon présentant un matérialisme athée. Chômin sera d'ailleurs le premier Japonais à se faire inhumer sans cérémonie religieuse.

## Défenseur de la démocratie, du pacifisme et des minorités
Contrairement à nombre de ses penseurs contemporains, Chōmin participe activement à la vie politique de son pays. Ainsi, il s'implique avec passion dans les débats idéologiques en se plaçant sous la bannière du Mouvement pour la liberté et les droits du peuple (自由民権運動, Jiyū minken undō), dont il sera l'un des chefs de file. Le journal qu'il fonde avec Saionji Kinmochi, le Journal de la liberté de l'Orient (Tôyô jiyû shinbun 東洋自由新聞), est arrêté sur ordre du gouvernement après quelques numéros. Après la répression gouvernementale de 1884, c'est lui qui, fin 1886, relancera le Mouvement et la recréation du Parti de la liberté, avec le Mouvement pour l'Union des forces (Daidô danketsu) et le Manifeste des trois scandales.
Chômin expliquera et défendra les droits fondamentaux par une série d'articles et d'ouvrages tels que Le Réveil du peuple (Heimin no mezamashi 平民の目覚まし, 1887), Sur le Parlement (Kokkairon 国会論, 1888) et Le Réveil de l'électeur (Senkyojin no mezamashi 選挙人の目覚まし, 1890). Suivant les traces d'Acollas, de Bernardin de Saint-Pierre ou encore de Kant, Chômin se fera également l'avocat du pacifisme. Son activisme politique lui valut d'être expulsé en 1887 de la capitale, en vertu de la loi de préservation de la sécurité. Exilé à Osaka, Chômin continuera son métier de journaliste, entre autres dans le Journal de l'aube (Shinonome shinbun 東雲新聞). 
C'est en tant que représentant des Burakumin (部落民), minorité discriminée pour des raisons religieuses, qu'il sera élu en 1890 lors de la mise en place du parlement. Mais, ne supportant pas les compromissions de ses compagnons du Parti de la liberté avec le gouvernement, Chômin démissionne rapidement et se retire de la politique. Il se lancera dans les affaires à Hokkaidô mais pour échouer à chaque fois. Il reviendra en politique avec la création du Parti national, juste avant de mourir d'un cancer de l’œsophage. 
Parmi ses disciples, Shūsui Kōtoku créera le premier parti socialiste avant d'introduire l'anarchisme. Il sera exécuté en 1911 pour avoir été reconnu coupable de conspiration et tentative de meurtre sur la personne de l'empereur.

## Œuvres traduites
- Écrits sur Rousseau et les droits du peuple, Les Belles Lettres, Collection chinoise, 2018 (Traduction du Min.yaku yakkai et d'autres textes en chinois classique).
- Articles « Idées sur la société » et « Sur les droits du peuple », dans Cent ans de pensée au Japon tome II, traduit par Jacques Joly, Picquier, 1995.
- Dialogues politiques entre trois ivrognes, traduit et commenté par Christine Lévy et Eddy Dufourmont, Paris, CNRS éditions, 2008.
- Un an et demi. Un an et demi, suite, traduit, présenté et commenté par Eddy Dufourmont, Romain Jourdan et Christine Lévy, Paris, Les Belles Lettres, 2011.

### Sources
- Eddy Dufourmont, Rousseau et la première philosophie de la liberté en Asie (1874-1890): Nakae Chômin, Le Bord de l'eau, 2021.
- Eddy Dufourmont, Rousseau au Japon. Nakae Chômin et le républicanisme français, Presses Universitaires de Bordeaux, 2018.
- Pierre-François Souyri, Moderne sans être occidental. Aux origines du Japon d'aujourd'hui, Gallimard, 2016.